# Classe Wiesbaden
La classe Wiesbaden est une classe de croiseurs légers construit pour la Kaiserliche Marine pendant la Première Guerre mondiale. Seuls deux navires, le SMS Wiesbaden et le SMS Frankfurt, furent conçus par les chantiers navals Kaiserliche Werft Kiel de la ville du même nom et AG Vulcan de Stettin.

## Conception

### Caractéristiques générales
Les navires avaient une longueur de flottaison de 141,70 mètres et une longueur hors-tout de 145,30 mètres, un faisceau de 13,90 mètres et un tirant d'eau de 5,76 mètres à la proue et 6,06 mètres à la poupe. Ils déplaçaient 5 180 tonnes en charge nominale et 6 601 tonnes à pleine charge. Leurs coques ont été construites avec des armatures en acier longitudinales. Les coques ont été divisées en dix-sept compartiments étanches et incorporent un double fond, s'étendant sur 47% de la longueur de la quille. La direction était contrôlée par un seul gouvernail.
L'équipage comprenait 17 officiers et 457 hommes d'équipage. Ils embarquaient plusieurs navires plus petits, dont un navire piquet, une barge, un cotre, deux yawls et deux dinghy.

### Machinerie
Ils étaient propulsés par deux turbines à vapeur, alimentées par un système mixte de dix chaudières à tubes d’eau au charbon Marine Doppelkessel deux chaudières Öl-Marine au mazout. Les navires embarquaient 470 tonnes de mazout et 1 280 tonnes de charbon au maximum. Les turbines entraînaient une paire d'hélices à trois pales d'un diamètre de 3,50 m. Sa puissance était de 31 000 chevaux-vapeur (23 000 kW) produisant une vitesse de pointe de 27,5 nœuds (50,9 km/h), et une autonomie de 4 800 milles marins (8 900 km) à 12 nœuds (22 km/h) et 1 400 milles marins (2 600 km) à 25 nœuds (46 km/h). Le Wiesbaden était équipé d'une paire de turbo-alternateurs et d'un générateur diesel d'une puissance combinée de 300 kW (400 ch) à 220 volts. Le Frankfurt ne possédait que les deux turbo-générateurs, fournissant 240 kW (320 ch).

### Armement
Les navires étaient armés de 8 canons de 150 mm SK L/45 (8 x 1) montés sur un socle ; deux étaient placés côte à côte en avant sur le gaillard, quatre au milieu du navire (deux de chaque côté), et deux en tourelles superposées à l'arrière. Ces canons tiraient un obus de 45 kg à une vitesse à la bouche de 840 mètres par seconde. Leurs cadences étaient de 4,5 obus/min. Les canons avaient une altitude maximale de 30 degrés, ce qui leur permettait d'engager des cibles jusqu'à 17 600 mètres. Ils disposaient de 1 024 cartouches de munitions, pour 128 obus par canon. Initialement, leur armement secondaire se composait de 4 canons de 5,2 cm SK L/55 (en), rapidement remplacés par 2 canons antiaériens de 88 mm SK L/45 (2 x 1). Ces canons tiraient des obus de 10 kg à une vitesse à la bouche de 750 à 770 m/s, pour une cadence de 15 obus/min. Leur portée était de 11 800 mètres à 45 degrés. Les navires comprenaient également 4 tubes lance-torpilles de 500 mm, embarquant 8 torpilles de 500 mm G7. D'une charge de 195 kg, leur portée était de 4 000 mètres à 37 nœuds (68,5 km/h) et 9 300 mètres à 27 nœuds (50 km/h). Deux tubes étaient immergés dans la quille du côté de la bordée et deux montés sur le pont au milieu du navire. Les navires de la classe emportaient à bord jusqu'à 120 mines marine.

### Blindage
Leur blindage était réalisé en acier de type Krupp. Ils étaient protégé par une ceinture blindée de 60 mm (2,4 pouces). La ceinture était réduite à 18 mm à la proue. La poupe n'était pas blindée. Le château avait des côtés de 100 mm (3,9 pouces) d'épaisseur et un toit de 20 mm (0,79 pouce) d'épaisseur. Le télémètre au sommet de la tourelle avait une protection de 30 mm (1,2 pouce). Le pont était recouvert d'une plaque de blindage de 60 mm d'épaisseur à l'avant, de 40 mm au milieu et de 20 mm à l'arrière. Les traverses inclinée d’une épaisseur de 40 mm reliaient le pont au blindage de la ceinture. Le blindage des magasins était de 60 mm d'épaisseur.

## Historique

### Wiesbaden
Commandé sous le nom de contrat « Ersatz Gefion (de) », le Wiesbaden a été mis sur cale au chantier naval AG Vulcan de Stettin en 1913. Il est lancé le 20 janvier 1915 puis mis en service dans la Hochseeflotte le 23 août 1915,. Il participe à la bataille du Jutland du 31 mai au 1er juin 1916 au cours duquel il est gravement endommagé par les tirs du croiseur de bataille HMS Invincible. Les tirs nourris de la flotte britannique ont empêché l'évacuation de l'équipage du navire. Le navire sombre dans la nuit du 1er juin, ne laissant qu'un survivant. L'épave a été localisée par des plongeurs de la marine allemande en 1983,.

### Frankfurt
Commandé sous le nom de contrat « Ersatz Hela », le Frankfurt a été mis sur cale au chantier naval Kaiserliche Werft Kiel de la ville du même nom en 1913. Il est lancé le 20 mars 1915 puis mis en service dans la Hochseeflotte le 20 août 1915. Le Frankfurt a principalement servi en mer du Nord et a participé au bombardement de Yarmouth et de Lowestoft, ainsi qu’aux batailles du Jutland et Heligoland. Le navire était également présent lors de l'opération Albion en mer Baltique en octobre 1917. À la fin de la guerre, il a été interné comme la plupart de la flotte allemande à base navale britannique de Scapa Flow. Lorsque la flotte fut sabordée en juin 1919, le Frankfurt était l’un des rares navires qui n’avait pas coulé. Cédé à l'US Navy comme prise de guerre, il est utilisé comme cible par l'US Navy et l'USAAF en juillet 1921.